# 제프 페인
제프 페인(영어: Jeff Pain)로 잘 알려진 제프리 토머스 페인(영어: Jeffrey Thomas Pain, 1970년 12월 14일~)은 캐나다의 스켈레톤 선수, 지도자이다. 그는  올림픽에 3회 참가했으며 2006년 동계 올림픽 남자 스켈레톤 은메달을 획득했다. 또한 세계 선수권 대회에서 금메달 2개와 은메달 1개를 획득했으며 IBSF 스켈레톤 월드컵에서 종합 우승 2회, 종합 준우승 1회를 달성했다.